# Hotel Światowit w Łodzi
Hotel Światowit – nieistniejący budynek, znajdujący się niegdyś w Śródmieściu Łodzi, przy al. T. Kościuszki 68, tuż przy skrzyżowaniu z ul. L. Zamenhofa.

## Historia
Hotel powstał w 1974 przy al. T. Kościuszki 68 w Łodzi wg projektu architektów: Zbigniewa Roznera oraz Macieja Szawernowskiego, w stylistyce modernistycznej. Obiekt miał 46 m i 14 kondygnacji wysokości. Hotel zakończył działalność 2020 w trakcie pandemii koronawirusa. W 2021 zdemontowano charakterystyczny neon znad wejścia hotelu, który przekazano Neon Muzeum w Warszawie. W tym samym roku właściciel obiektu - firma Eko-Vit - wydzierżawiła budynek firmie Sami Swoi, która oferowała w nim noclegi pracownicze. W 2023 właściciel budynku uzyskał pozwolenie na jego rozbiórkę, która to rozpoczęła się 8 grudnia 2023. W 2024 roku dokonano jego całkowitego wyburzenia.